# Drown/You & I
『Drown / You & I』（ドローン / ユー・アンド・アイ）は、miletの通算4作目となるEP。2019年11月4日にSME Recordsから発売された。

## 概要
「Drown」はNHK総合のアニメ『ヴィンランド・サガ』の2期エンディングテーマ。「ヴィンランド・サガ」のために書き下ろした楽曲。
オルタナティブなサウンド感の「Drown」は、『渦を巻く痛みや希望や強さ、そして愛を重ねて曲を書かせていただきました。一歩一歩、大地を強く踏みしめるようなビートに感情をぶつけて歌いました。』とコメントしている。ミュージックビデオはアメリカのカリフォルニア州アラバマ・ヒルズで撮影された壮大な作品で、miletがオオカミと出会い大自然の中を旅をするストーリーが描かれる。
「You & I」は花王「フレア フレグランス ＆SPORTS」CMのタイアップ曲。「You & I」では「us」を流れを汲むような軽快なエレクロサウンドの曲となっている。『キスして、2人で弾けるようなイメージ。それほど高いキーの歌でもないし、ちょっと重心低めの曲だけど、あまり重くなりすぎずに走り出したくなるようなリズム感がほしいなと思って作りました。』とコメントしている。ミュージックビデオは、色鮮やかな衣装が漂う中でmiletが歌う幻想的な世界と、1組の男女の不安や焦燥感を描いたサイドストーリーで構成されている。
初回生産限定盤は3rdEPの「us」、「Fire Arrow」のミュージックビデオを収録したDVDが付属。また、期間限定盤はSPパッケージで、「ヴィンランド・サガ」ノンクレジットエンディングテーマを収録したDVDが付属。

## 収録内容
| #         | タイトル           | 作詞                                  | 作曲                                  | 時間  |
| --------- | ------------------ | ------------------------------------- | ------------------------------------- | ----- |
| 1.        | 「Drown」          | Ryosuke "Dr.R" Sakai, milet           | milet, Ryosuke "Dr.R" Sakai           | 3:33  |
| 2.        | 「You & I」        | milet                                 | 野村陽一郎, TomoLow, milet            | 3:50  |
| 3.        | 「Fine Line」      | Ryosuke "Dr.R" Sakai, milet           | Ryosuke "Dr.R" Sakai, milet           | 3:21  |
| 4.        | 「Imaginary Love」 | milet, Ryosuke "Dr.R" Sakai, 中村泰輔 | milet, Ryosuke "Dr.R" Sakai, 中村泰輔 | 3:51  |
| 合計時間: | 合計時間:          | 合計時間:                             | 合計時間:                             | 14:35 |

| #  | タイトル                    | 作詞 | 作曲・編曲 |
| -- | --------------------------- | ---- | ---------- |
| 1. | 「us」(MUSIC VIDEO)         |      |            |
| 2. | 「Fire Arrow」(MUSIC VIDEO) |      |            |

| #  | タイトル                                                 | 作詞 | 作曲・編曲 |
| -- | -------------------------------------------------------- | ---- | ---------- |
| 1. | 「ヴィンランド・サガ」(ノンクレジットエンディングテーマ) |      |            |